# Blairstown (New Jersey)
Blairstown è una township nella Contea di Warren, nello Stato del New Jersey. Secondo il censimento del 2010, la sua popolazione è di 5.967 abitanti. con un incremento di 220 persone (+3,8%) rispetto ai 5.747 conteggiati nel censimento del 2000, il quale aveva un incremento di 416 persone (+7,8%) rispetto ai 5.331 conteggiati nel censimento del 1990.
Blairstown divenne una township tramite atto di legge il 14 aprile 1845 da una porzione di Knowlton.

## Geografia fisica
Secondo lo United States Census Bureau, la township ha una superficie totale di 31,704 miglia quadrate (82,112 km²), delle quali 30,817 miglia quadrate (79,816 km²) di terra e 887 miglia quadrate (2,297 km²) di acqua. La township è situata nella Kittatinny Valley che è una sezione della Great Appalachian Valley che si estende per 700 miglia (1.100 km) dal Canada all'Alabama.

## Governo

### Governo locale
Blairstown ha una forma di governo tipica delle township, con un comitato costituito da cinque membri. I membri del Comitato restano in carica per tre anni. Nel corso di una riunione che si tiene ogni anno durante la prima settimana di gennaio, i membri del Comitato eleggono nel loro seno un sindaco e un vicesindaco.

## Monumenti e luoghi d'interesse
- Blairstown Historic District

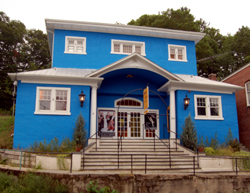
Ora dipinta di un blu brillante, la Roy's Hall è un punto culminante della Main Street di Blairstown.

- Historic Blairstown Theater (anche conosciuto come Roy's Hall) venne costruito nel 1913 come cinema per film muti. L'edificio è stato restaurato e dipinto di blu nel 2005 ed è il fulcro della Main Street di Blairstown, circondato da negozi, gallerie e ristoranti. Il HBT dispone di un programma regolare di musica dal vivo e spettacoli teatrali, film classici e gli eventi della comunità.[7]

## Cultura di massa
- Diverse scenes del film horror Venerdì 13 sono state girate nella Main Street di Blairstown e al Blairstown Diner sulla Route 94.
- Il corpo della Principessa Doe fu scoperto al Cedar Ridge Cemetery di Blairstown il 15 luglio 1982. Divenne il primo dei corpi non identificati presenti nel sistema informatico NCIC dell'FBI.[8]